# Matej Jukić
Matej Jukić (* 7. April 1997 in Split) ist ein kroatischer Fußballspieler.

## Karriere
Jukić spielte im Jugendbereich bis 2012 für Hajduk Split, bevor er zum Stadtrivalen RNK Split wechselte. Dort rückte er Anfang 2016 in den Profikader auf und debütierte im März 2016 in der 1. HNL. Bis Januar 2017 kam er für RNK Split als Ergänzungsspieler zu insgesamt sieben Ligaeinsätzen. Zum Ende der Wintertransferperiode 2016/2017 wechselte Jukić nach einem erfolgreichen Probetraining zur Zweitvertretung des SC Freiburg. Bereits Jahre zuvor hatte Jukić in der Freiburger U-17-Mannschaft ein Probetraining absolviert. In der Rückrunde der Saison 2016/17 bestritt der Mittelfeldakteur noch vier Partien für die Zweitmannschaft, als der direkte Wiederaufstieg in die Regionalliga Südwest gelang. In der anschließenden Regionalliga-Saison kam er lediglich zu drei Kurzeinsätzen per Einwechslung. Zur Saison 2018/19 schloss er sich dem kroatischen Erstligisten NK Rudeš an. Nach 15 torlosen Ligaeinsätzen wechselte er im Sommer 2019 weiter zum Zweitligisten NK Dugopolje.
Von 2013 bis 2016 war Jukić in den Altersstufen U-16 und U-19 insgesamt sechs Mal für kroatische Juniorenauswahlteams im Einsatz.